# Eurya lanceiformis
Eurya lanceiformis är en tvåhjärtbladig växtart som beskrevs av Clarence Emmeren Kobuski. Eurya lanceiformis ingår i släktet Eurya och familjen Pentaphylacaceae. Inga underarter finns listade i Catalogue of Life.